# Jakob De Curtoni
Jakob De Curtoni, ljubljanski župan v 16. stoletju.
Jakob De Curtoni je bil ljubljanski župan od julija 1587 do leta 1591. Za razliko od več svojih protestantskih predhodnikov je bil katolik.